# مايك وارد (مغني)
مايك وارد (بالإنجليزية: Mike Ward)‏ هو مغني بريطاني، ولد في 14 ديسمبر 1990 في سالفورد في المملكة المتحدة.